# Demokratisk diktatur
Demokratisk diktatur eller demokratur; skindemokrati; flertalsdiktatur

## Demokratur
Begrebet demokratur beskriver demokratisk rigiditet eller anti-demokratisk ledelse, som i strid med demokratiets grundværdier standser en forandringskrævende debat ved at hævde at efterleve flertallets ønsker.
De humanistiske værdier, heriblandt at kunne forene ideologi og selvudvikling på såvel individ som samfundsplan, er demokratiets grundtanke. I en idelogi-debat, hvor dialogen enten betragtes som skueværdi, dvs. ikke reelt kan afstedkomme forandring af den ideologiske holdning, som debatteres, eller direkte fordømmer eller nedgør mindretallets udtalte uenighed, kan flertallet siges at praktisere demokratur.

### Folkets demokratiske diktatur
Talemåden folkets demokratiske diktatur er den maoistiske version af proletariatets diktatur. Begrebet blev skrevet ind i den kinesiske forfatning af Mao Tse Tung og udtrykker den holdning, at diktatoriske redskaber er et nødvendigt onde, fordi staten uden et diktatur ville kunne falde og foranledige en situation, der er værre end et diktatur. Det er et af de få tilfælde, hvor begrebet diktatur anvendes ikke-nedsættende.

### Organisationsstruktur
Demokratur er et begreb i forskningen i Interpersonlig Kommunikation: En virksomhed udøver demokratur, hvis den 1. omtaler sine ansatte som medarbejdere snarere end lønarbejdere, 2. retorisk ligestiller aktionærer og ansatte, og 3. bevidst eller ubevidst formoder, at medarbejderen sætter virksomheden over sig selv, hvad enten medarbejderen har direkte indflydelse på den førte virksomhedspolitik eller ej.

### Politik
I Danmark anvendes begrebet af politiske kritikere som synliggørelse af en politisk retorik, der i tilfælde, hvor den aktuelle folkeånd eller debat sætter spørgsmålstegn ved en given lovs hensigtsmæssighed eller mangel på fleksibilitet, i egen sags tjeneste sætter lighedstegn mellem den nu-gældende lovgivning og "folkets stemme".
Begrebet kan også anvendes synonymt med betondemokrati, hvor ingen love og regler er til debat, når først der er stemt: "Folket har valgt de demokratiske repræsentanter, flertallet af repræsentanterne har lavet lovene, og derfor skal alle lyde lovene". Sådan betondemokrati er det egentlige demokratur – ønsket om at tilsidesætte den debat og meningsudveksling, som kan føre til mere hensigtsmæssig lovgivning, eller lovgivning i overensstemmelse med folkets nu-gældende ønsker.
Modstanden mod demokatorers retorik kan ikke siges at repræsentere en bestemt politisk fløj, men tilhører som udgangspunkt mindretallet, da flertallet i et demokrati ofte sidestiller at være i flertal med at have ret. Se direkte demokrati